# Mixx FM
Ne pas confondre avec une autre radio nommée Mixx FM, située en Belgique ; ni avec Mix FM, une radio libanaise.
 (juillet 2018).
Si vous disposez d'ouvrages ou d'articles de référence ou si vous connaissez des sites web de qualité traitant du thème abordé ici, merci de compléter l'article en donnant les références utiles à sa vérifiabilité et en les liant à la section « Notes et références ».

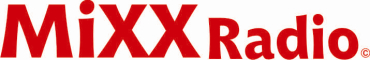
Ancien logo de Mixx Radio (2011-2016).

Mixx FM est une station de radio régionale française émettant depuis Cognac. Elle couvre plusieurs départements du Nord de la région Nouvelle-Aquitaine (Charente, Charente-Maritime, partie Sud de la Vienne, Sud des Deux-Sèvres et Nord-Est de la Gironde (Blayais). Sa programmation est essentiellement tournée vers les musiques électroniques (dance, house, techno, électro) et plus généralement les « hits » contemporains, et comprend aussi des jeux, des chroniques pratiques et de courts bulletins d'information centrés sur la région. Mixx FM appartient depuis 2018 au groupe ISA Média Développement comprenant notamment Radio Isa et est affiliée au réseau Les Indés Radios.

## Présentation
Née en 1985 à Rouillac sous le nom de Radio Arc-en-Ciel, elle s'implante peu après à Cognac. Elle change de nom en 1998 et devient Mixx FM, adoptant un nouveau format musical « hits and dance » et ciblant en priorité les jeunes de la région. Les musiques électroniques occupent dès lors une grande partie du temps d'antenne. En 2002, sa zone de couverture représente près de 200 000 personnes, et elle est écoutée chaque jour par environ 35 000 auditeurs, soit une audience cumulée de 6,4 % et de 17,1 % sur les 15-34 ans.
En quelques années, elle obtient de nouvelles fréquences et peut être reçue dans les principales agglomérations des deux Charentes (Cognac, bien sûr, mais aussi Angoulême, Saintes, Saint-Jean-d'Angély...), puis dans une partie de la Vienne et des Deux-Sèvres.
En novembre 2008, son slogan « Mixx FM, Plaisir Maxximum » devient « Mixx, Music Hit Radio ». Le 17 décembre 2008, le code RDS passe de « MIXX FM » à « MIXX ».
Début avril 2011, Mixx devient Mixx Radio. Sa playlist musicale se rapproche alors de celles d'autres radios musicales comme NRJ ou Fun Radio. Sa grille des programmes est divisée en plusieurs modules : « Good Morning » de 6 heures à 9 heures, « Carré VIP » de 9 heures à midi, « Happy Hour » de 16 heures à 20 heures...
Le 18 avril 2016, la radio reprend son ancien nom Mixx FM, son ancienne devise « Plaisir Maxximum », ainsi que ses jingles d'avant 2008.
Le 1er septembre 2016 la radio Mixx FM se repositionne sur le créneau Dance Music. Mixx FM dispose aujourd'hui de 7 fréquences, d'une régie publicitaire locale et régionale, ainsi que d'un flux en streaming. 

## Diffusion
Mixx FM diffuse ses programmes en utilisant la modulation de fréquence, pour atteindre géographiquement Angoulême, Cognac, Confolens, Jonzac, Ruffec, Saintes / Royan, et La Rochelle / Saint-Jean-d'Angély / Île d'Oléron.
Elle obtient l'autorisation de diffuser en Radio Numérique Terrestre DAB+ à Limoges dès Décembre 2022.